# Liste der Baudenkmäler in Schnabelwaid
Auf dieser Seite sind die Baudenkmäler in dem oberfränkischen Markt Schnabelwaid zusammengestellt. Diese Tabelle ist eine Teilliste der Liste der Baudenkmäler in Bayern. Grundlage ist die Bayerische Denkmalliste, die auf Basis des Bayerischen Denkmalschutzgesetzes vom 1. Oktober 1973 erstmals erstellt wurde und seither durch das Bayerische Landesamt für Denkmalpflege geführt wird. Die folgenden Angaben ersetzen nicht die rechtsverbindliche Auskunft der Denkmalschutzbehörde.

## Baudenkmäler nach Gemeindeteilen

### Schnabelwaid
| Lage                                      | Objekt                                                                                       | Beschreibung | Akten-Nr.     | Bild                                                          |
| ----------------------------------------- | -------------------------------------------------------------------------------------------- | --- | ------------- | ------------------------------------------------------------- |
| Bahnhofstraße 53 (Standort)               | Bahnhof                                                                                      | Empfangsgebäude, dreigeschossiger Sandsteinquaderbau mit Walmdach, mit hölzernem Vordach, 1877, daran angebauter eingeschossiger Sandsteinquaderbau mit flachem Satteldach, hölzernes Vordach, 1877 | D-4-72-184-9  | weitere Bilder                                                |
| Hauptstraße 73 (Standort)                 | Gasthof                                                                                      | Zweigeschossiger Walmdachbau, bezeichnet „1814“ | D-4-72-184-2  | BW                                                            |
| Nähe Schloßstraße (Standort)              | Dreiteilige Scheunenreihe, ehemaliger Bestandteil des zum Schloss gehörigen Wirtschaftshofes | Sandsteinquader und Bruchstein mit Sandsteingewänden und Satteldach, im Kern 17. Jahrhundert | D-4-72-184-11 | BW                                                            |
| Kirchplatz 1 (Standort)                   | Evangelisch-lutherische Pfarrkirche, ehemalige Schlosskapelle                                | Saalbau mit Halbwalmdach, eingezogenem Chor und geradem Chorschluss, der Chorturm mit welscher Haube, 1591 Neubau, 1657 und 1700 nach Brand wiederhergestellt, das Langhaus 1788–1790 durch Johann Gottlieb Riedel umgestaltet; mit Ausstattung | D-4-72-184-1  | Evangelisch-lutherische Pfarrkirche, ehemalige Schlosskapelle |
| Schloßstraße 7; Schloßstraße 9 (Standort) | Wohnhaus                                                                                     | Giebelständiger, zweigeschossiger Satteldachbau mit einseitig abgewalmtem Dach, profilierte Gewände, bezeichnet „1843“, über älterem Kern | D-4-72-184-4  | BW                                                            |
| Schloßstraße 10 (Standort)                | Schloss Schnabelwaid                                                                         | Nach Abbruch der beiden Wirtschaftsflügel im 19. Jahrhundert von der ursprünglichen Vierseitanlage des ehemaligen Wasserschlosses noch zwei zweigeschossige Flügel auf hakenförmigem Grundriss mit Satteldach und rundem, dreigeschossigen Eckturm mit welscher Haube erhalten, um 1600, erste Erwähnung 1402, Ende 16./Anfang 17. Jahrhundert Neubau, Beschädigung 1633, das Portal von zwei Sitznischen flankiert, zwei Wappen mit Bauinschriften, bezeichnet „1604“ und „1614“ Sandsteinpfeiler-Portal mit Kugelbekrönung, 18. Jahrhundert | D-4-72-184-6  | weitere Bilder                                                |

### Preunersfeld
| Lage                     | Objekt        | Beschreibung | Akten-Nr.    | Bild |
| ------------------------ | ------------- | --- | ------------ | ---- |
| Dorfstraße 6 (Standort)  | Wohnhaus      | Traufständiger, zweigeschossiger Bau aus Sandsteinquadern mit Satteldach, im Erdgeschoss Stallungen, 18. Jahrhundert | D-4-72-184-7 | BW   |
| Dorfstraße 15 (Standort) | Wohnstallhaus | Eingeschossiger Bau mit massivem Erdgeschoss, Fachwerkgiebel und Satteldach, bezeichnet „1858“                       | D-4-72-184-8 | BW   |

## Ehemalige Baudenkmäler
In diesem Abschnitt sind Objekte aufgeführt, die früher einmal in der Denkmalliste eingetragen waren, jetzt aber nicht mehr. Objekte, die in anderem Zusammenhang also z. B. als Teil eines Baudenkmals weiter eingetragen sind, sollen hier nicht aufgeführt werden. Aktennummern in diesem Abschnitt sind ehemalige, jetzt nicht mehr gültige Aktennummern.
| Lage                                   | Objekt                              | Beschreibung                                                                                  | Akten-Nr.    | Bild |
| -------------------------------------- | ----------------------------------- | --------------------------------------------------------------------------------------------- | ------------ | ---- |
| Schnabelwaid Hauptstraße 56 (Standort) | Wohnstallhaus                       | Giebelständiger, eingeschossiger Bau mit Satteldach und Fachwerkgiebel, Mitte 18. Jahrhundert | D-4-72-184-5 | BW   |
| Schnabelwaid Kirchplatz 8 (Standort)   | Profilierte Türrahmung mit Ohrungen | Sandstein, erstes Viertel 19. Jahrhundert                                                     | D-4-72-184-3 | BW   |